# Police sur la ville
Pour plus de détails, voir Fiche technique et Distribution.
Police sur la ville (Madigan) est un film américain de Don Siegel, sorti en 1968. Il fut suivi en 1972 par la série Madigan, avec toujours Richard Widmark dans le rôle-titre.

## Synopsis
Menacés d'être radiés de la police, deux inspecteurs mettent tout en œuvre pour arrêter un truand.

## Fiche technique
- Titre original : Madigan
- Titre français : Police sur la ville
- Réalisation : Don Siegel
- Scénario : Henri Simoun et Abraham Polonsky, d'après le roman The Commissioner de Richard Dougherty
- Direction artistique : Alexander Golitzen et George C. Webb
- Décors : John McCarthy et John Austin
- Photographie : Russell Metty
- Montage : Milton Shifman
- Musique : Don Costa
- Production : Frank P. Rosenberg
- Société de production : Universal Pictures
- Pays de production :  États-Unis
- Genre : Film policier
- Format : Couleurs (Technicolor) - 35mm - Son mono
- Durée : 101 minutes (version intégrale)
- Dates de sortie : 
  - Allemagne de l'Ouest : 13 mars 1968
  - États-Unis / France : 29 mars 1968
- Affiche : Jean Mascii (France)

## Distribution
- Richard Widmark (VF : Roger Rudel) : Le Détective Daniel Madigan
- Henry Fonda (VF : René Arrieu) : Le préfet de police Anthony X. Russell
- Inger Stevens (VF : Perrette Pradier) : Julia Madigan
- Harry Guardino (VF : Jacques Deschamps) : Le Détective Rocco Bonaro
- James Whitmore (VF : Jean Clarieux) : L'Inspecteur Chef Charles Kane
- Susan Clark (VF : Nadine Alari) : Tricia Bentley
- Michael Dunn (VF : Pierre Trabaud) : Midget Castiglione
- Steve Ihnat (VF : Henry Djanik) : Barney Benesch
- Don Stroud (VF : Marc de Georgi) : Hughie
- Warren Stevens (VF : Jacques Thébault) : Le Capitaine Ben Williams
- Raymond St. Jacques (VF : Georges Aminel) : Le Pasteur Taylor
- Bert Freed (VF : Claude Bertrand) : Le Commissaire-divisionnaire Hap Lynch
- Sheree North (VF : Françoise Fechter) : Jonesy
- John McLiam : Dunne
- Lloyd Gough (VF : Jean-Henri Chambois) : Le Directeur adjoint Earl Griffin
- Virginia Gregg : Esther Newman
- Henry Beckman (VF : Michel Gudin) : Philip Downes
- Harry Bellaver (VF : Jean Daurand) : Mickey Dunn
- Lincoln Kilpatrick : Le patrouilleur Grimes
- Dallas Mitchell (VF : Daniel Gall) : Tom Gavin
- James Nolan : Un détective
- Woodrow Parfrey : Marvin
- Kathleen O'Malley : Une femme
- Toian Matchinga : Rosita
- Pepe Hern : un étranger